# Bo Ericson (friidrottare)
Bo Evert Ericson, född 28 januari 1919 i Västra Frölunda församling, Göteborgs och Bohus län, död 14 februari 1970 i Norrstrands församling, Värmlands län, var en svensk slägg- och viktkastare.
Han tävlade för IFK Göteborg till och med 1944, under 1945 IF Göta i Karlstad (han var polisman där detta år), och slutligen Örgryte IS. Ericson arbetade som tulltjänsteman i Göteborg.

## Främsta meriter
Bo Ericson tog guldmedalj i släggkastning vid EM i Oslo 1946.
Han var svensk rekordhållare i slägga åren 1941 till 1956.
Han vann SM i slägga tio gånger.
Han har satt svenskt rekord i viktkastning.

## Karriär

### Släggkastning
Ericson började träna släggkastning 1937 och gjorde stora framsteg. Redan 1939 kastade han över 50 meter.
År 1941 blev Ericson svensk mästare i slägga (51,60). Den 14 september slog han även Fred Warngårds svenska rekord (54,83) från 1936, genom att kasta 56,66.
Han upprepade sin SM-vinst i slägga åren 1942 till 1945 (55,07, 55,10, 52,46 resp 53,81).
1944 (på senhösten) förlorade han temporärt sitt svenska rekord i slägga till Eric Umedalen som kastade 56,97. Detta Umedalens rekord ströks dock 1947 (se Umedalen) och Ericson återfick då sitt rekord från 1941.
År 1946 var han med vid EM i Oslo och vann då (22 augusti) guldmedalj i släggkastningen med 56,44.
Han vann även alla SM-tecken i slägga under perioden 1947 till 1951 (54,34, 53,99, 54,38, 50,56 resp 53,58).
Den 6 augusti 1947 förbättrade han sitt svenska rekord (56,66) från 1941 till 57,19. Rekordet skulle komma att först tangeras 1955 och sedan förbättras 1956 av Birger Asplund.
Ericson deltog vid OS i London 1948 och kom då sexa i släggkastning (52,98).

### Viktkastning
1943 satte Ericson svenskt rekord i viktkastning (15 kg) genom att kasta 18,20.

### Övrigt
Ericson har även tävlat i diskuskastning och kulstötning.
Han blev 1943 utsedd till Stor grabb nummer 103 i friidrott.